# De Deur
Evangeliegemeente De Deur is een internationale christelijke organisatie die ontstond in Prescott in de Amerikaanse staat Arizona. Zij heeft haar wortels in de Jezusbeweging (ook wel bekend als de Jesuspeople) van de jaren zestig.

## Geschiedenis
Wayman Mitchell richtte vanuit een pinksterkerk een koffiebar op met de naam The Door (De Deur). Hier kwamen verslaafde jonge mensen tot het geloof en kickten af van het gebruik van geestverruimende middelen. Er zouden ook bevrijdingen en genezingen hebben plaatsgevonden, maar bewijzen daarvoor ontbreken. Mitchell vond dat de Bijbel vrouwen uitsloot van leidinggevende posities en paste dit daarom ook toe in zijn organisatie. Het leidde tot een breuk met de kerk waaruit hij afkomstig was, de door een vrouw (Aimee Semple McPherson) opgerichte International Church of the Foursquare Gospel.
In 1984 stichtte Mitchell zijn eigen kerk, de Christian Fellowship Ministries. Deze organisatie geeft het blad Messenger in het Nederlands, Engels en Spaans uit. Wereldwijd zijn er meer dan 2700 kerken van 'De Deur' en wordt Wayman Mitchell soms geroemd vanwege zijn missionaire activiteiten. In Nederland bestond De Deur in 1978 als een kleine bijbelstudiegroep in Steenwijk, die later onder het leiderschap van Rudy van Diermen uitgroeide tot enkele tientallen gemeenten. In 2002 werd Van Diermen, die sinds 1997 in Zuid-Afrika werkte, kritisch over de Amerikaanse leiding, die hij te gematigd vond. Daarop werd hij door de Nederlandse voorgangers van zijn taak ontheven. Sindsdien neemt De Deur een wat gematigder standpunt in. In 2020 waren er zo'n vierenzestig kerken van De Deur in Nederland. Vanuit Nederland zijn diverse gemeenten in het buitenland ontstaan, zoals in China, Peru, Portugal, Aruba, Curaçao, Bonaire, Denemarken, België, Indonesië, Duitsland, Tsjechië en Zuid-Afrika.

## Opvattingen
De leden van De Deur geloven net als de Pinksterbeweging in het spreken in 'tongen' ofwel christelijke glossolalie. Ze erkennen net als de overige takken van de pinksterbeweging alleen een doop door onderdompeling en niet door besprenkeling (zoals bij de kinderdoop). Die laatste opvatting komt overeen met het baptisme, dat alleen de volwassenendoop kent door onderdompeling. De Deur houdt openbare samenkomsten waarin verschillende mensen door gebed van hun verslaving willen afkomen en tot bekering geraken. Een ander kenmerk van De Deur is dat zij regelmatig nieuwe gemeenten begint door echtparen uit te sturen naar andere steden.
In de jaren tachtig en negentig kwam De Deur door luidruchtig optreden in samenkomsten en tijdens evangelisatieacties negatief in het nieuws. Dit leidde onder andere tot verschillende arresten waarin de grenzen tussen godsdienstvrijheid en verstoring van de openbare ruimte werden vastgelegd. Zo werd in 1989 vastgelegd dat de gemeente Arnhem de plaatselijke evangeliegemeente mocht verbieden in een pand kerkdiensten te houden, aangezien deze in strijd waren met het bestemmingsplan.
Een poging in Zwolle om de eveneens luide evangelisatieacties aan banden te leggen mislukte. De Deur is soms kritisch ten opzichte van het gevestigde christendom en werkt in Nederland dan ook niet samen met andere kerken.
Sinds het vertrek van Van Diermen zijn de gemeenten iets gematigder geworden in hun optreden en komt de organisatie minder negatief in het nieuws.
Daarnaast geldt bij De Deur dat 'de vrouw binnen de gemeenschap een volgzame rol ten opzichte van de man [heeft]. Ook is een huwelijk alleen toegestaan tussen man en vrouw en is seks voor het huwelijk taboe'. De pastor en zijn vrouw vertellen de leden hoe zij moeten leven en bepalen of relaties worden goedgekeurd.

## Kritiek
De Deur wordt door sommige mensen gezien als een sekte die de leden indoctrineert. De organisatie heeft een hiërarchische opbouw, waarbij het gezag bij de top van de organisatie ligt. Zo geldt het hoofdschap, wat volgens de critici betekent dat de 'pastor' alle geestelijke macht heeft over de gemeenteleden.
In 1995 ontstond er in Zwolle een pamflettenstrijd tussen toenmalig voorganger Van Diermen en de vrijgemaakt-gereformeerde predikant ds. B. Luiten. De stijl die Van Diermen hierbij hanteerde, deed de deur naar de Gereformeerde Kerk dicht en kwam Van Diermen ook in zijn eigen achterban op kritiek te staan.
In 1998 kwam Stichting De Keursteen naar buiten met slechte ervaringen van naar eigen zeggen (ex-)leden van De Deur in Nederland. Tijdens een daarop volgende rechtszaak kon De Keursteen geen bewijs aanleveren voor beschuldigingen van onder meer verkrachting en fraude. De rechter verbood de stichting om de beschuldigingen te herhalen, maar legde geen rectificatie op.
In 2025 kwam de stichting De Deur Uit in het nieuws. De bedoeling van deze stichting is 'dat ex-leden steun bij elkaar kunnen vinden en dat misstanden binnen de kerk zichtbaar worden'.